# John Beverley Robinson

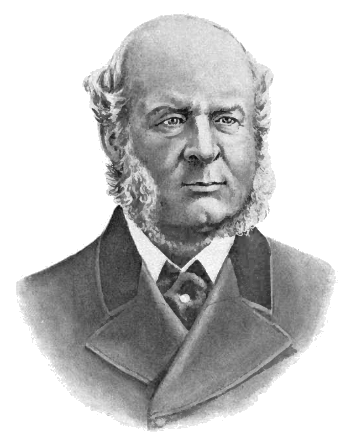
John Beverley Robinson

John Beverley Robinson (* 21. Februar 1821 in York, dem heutigen Toronto, Ontario; † 19. Juni 1896 in Toronto) war ein kanadischer Politiker. Er war der zwölfte Bürgermeister von Toronto und amtierte von 1880 bis 1887 als Vizegouverneur der Provinz Ontario.

## Biografie
John Beverley Robinson ist Sohn von Sir John Robinson, einer bedeutenden politischen Figur in Oberkanada. Sein Vater gehörte von 1829 bis 1862 dem Obersten Gericht von Oberkanada an. Sein Sohn besuchte zwischen 1830 und 1836 das Upper Canada College. Er spielte dort auch Cricket und war Mitglied der ersten kanadischen Cricketauswahlmannschaft. Er betätigte sich ebenfalls als Boxer und weihte 1891 den Toronto Athletic Club ein, dem er bis zu seinem Tod als Präsident vorstand.
Im Dezember 1837, während der Oberkanadischen Rebellion, diente Robinson als Aide-de-camp von Sir Francis Bond Head. Nach der Niederschlagung des Aufstands erhielt er die Aufgabe, Depeschen nach Washington zu überbringen. Danach studierte er Rechtswissenschaften und erhielt 1844 die Zulassung als Rechtsanwalt. In den 1850er Jahren wurde Robinson mehrmals in den Torontoer Stadtrat gewählt und war von Januar 1856 bis Januar 1857 durch den Rat zum Bürgermeister berufen. Er war während seiner Amtszeit auch an vielen Firmengründungen wie beispielsweise der Toronto and Georgian Bay Canal Company 1856 beteiligt.
1858 wurde Robinson ins Unterhaus der Provinz Kanada gewählt und repräsentierte dort Toronto. Er förderte das Eisenbahnprojekt der Northern Railway of Canada und stand der Gesellschaft von 1862 bis 1875 als Präsident vor. 1863 schaffte er die Wiederwahl nicht. 1872 folgte jedoch die Wahl ins kanadische Unterhaus; dort repräsentierte er als Mitglied der Konservativen Partei zunächst den Wahlbezirk Algoma, ab 1875 dann West Toronto. Generalgouverneur Lord Lorne vereidigte Robinson am 1. Juli 1880 als Vizegouverneur Ontarios. Dieses repräsentative Amt übte er bis zum 31. Mai 1887 aus.
Robinson heiratete am 30. Juni 1847 Mary Jane Hagerman, mit der er drei Söhne und zwei Töchter hatte. Er starb 1896 infolge eines Schlaganfalls.